# تپه سها چای
تپه سها چای مربوط به عصر مس است و در شهرستان ایجرود، بخش مرکزی، دهستان گلابر، ۲۱۲۰ متری جنوب غربی روستای شیوه واقع شده و این اثر در تاریخ ۱۵ دی ۱۳۸۷ با شمارهٔ ثبت ۲۴۰۸۶ به‌عنوان یکی از آثار ملی ایران به ثبت رسیده است.